# Eiki Eiki
Eiki Eiki (影木栄貴), née un 6 décembre 1971, est une mangaka qui publie des mangas depuis 1998. La plupart de ses mangas appartiennent aux genres yaoi et yuri. Elle collabore régulièrement avec la mangaka Taishi Zaō.
Plusieurs mangaka choisissent un personnage pour les représenter dans leurs mangas, dans des parties extérieures au récit. La représentation d'Eiki Eiki est un lapin portant un nœud papillon rouge.
Elle est la petite-fille de l'ancien premier ministre du Japon Noboru Takeshita, et la sœur de Daigo, chanteur de groupe de rock Breakerz.

## Œuvres
- The Art of Loving
- Dear Myself
  - Unmei ni Kiss - suite
  - World's End - suite
- Prime Minister
- Train-Train
- Yuigon
- Scissor Sisters - co-autrice avec son frère Daigo, dessins par Marico[2]

### En collaboration avec Taishi Zaō
- Color (1999)
- Elles (2007)
- Ren'ai Idenshi XX (2009)
- Love Stage!! (2010)